# Chicago Plan Commission

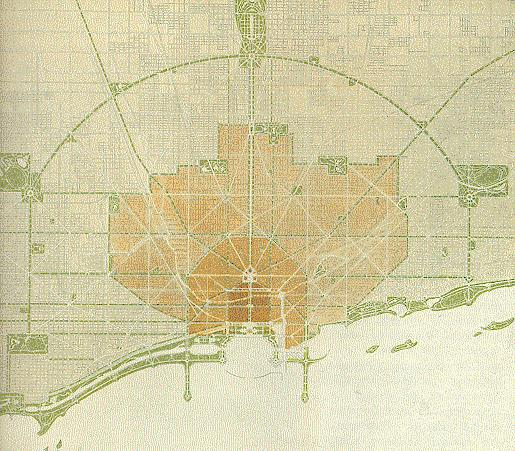
Carte du nouveau plan de restructuration des rues et avenues pour le centre de Chicago (1909).

La Chicago Plan Commission (en français : « Commission du Plan de Chicago ») est une commission qui fut mise en place dans les années 1900 par les autorités municipales de la ville de Chicago (Illinois, États-Unis) pour promouvoir le vaste « Plan de Chicago de 1909 » (aussi connu sous le nom de « Plan Burnham ») qui eut pour but de lancer un grand projet de renouvellement urbain à travers la ville de Chicago.

## Description
À la suite de la présentation officielle du plan de réhabilitation urbaine le 6 juillet 1909, le conseil municipal de Chicago autorisa le maire de Chicago Fred A. Busse de nommer les membres de la Chicago Plan Commission. Le 1er novembre 1909, le conseil municipal approuva la nomination de 328 hommes qui furent sélectionnés pour servir en tant que membres de la commission. Il s'agit d'hommes issus de différents horizons offrant une palette représentative de toutes les entreprises et les intérêts sociaux de la ville.
Les architectes paysagistes et urbanistes Daniel Burnham et Edward H. Bennett furent sélectionnés par la commission pour mener le projet. Charles H. Wacker fut nommé président permanent par le maire et servit jusqu'en 1926, avant d'être remplacé par James Simpson. Walter Moody devint le directeur général de la Chicago Plan Commission durant neuf ans jusqu'à sa mort en 1920. Eugene Taylor lui succèda et occupa cette position pendant 22 ans.
Moody fut renommé pour son habileté en tant que porte-parole de la commission. Il prépara également un manuel, le « Wacker Manuel » du Plan de Chicago, qui enseigna les principaux aspects du plan à une génération d'écoliers de Chicago. La commission réussit à favoriser les relations entre les politiciens et les entrepreneurs de la ville, et encouragea les électeurs à soutenir ses initiatives.
En 1939, la commission se réorganisa et devint une branche à part entière du gouvernement de la ville de Chicago, dépendant intégralement de ce dernier. Bien que la commission ait connue plusieurs formes de réorganisations administratives, le nom de Chicago Plan Commission reste.
Aujourd'hui, la Chicago Plan Commission est composée du Département de zonage et de l'Aménagement du Territoire de la ville de Chicago. Ses 18 membres actuels ont adopté de nouveaux plans et examiné certains aménagements afin de les proposer au conseil municipal.